# Sid Meier
 (octobre 2024).
Si vous disposez d'ouvrages ou d'articles de référence ou si vous connaissez des sites web de qualité traitant du thème abordé ici, merci de compléter l'article en donnant les références utiles à sa vérifiabilité et en les liant à la section « Notes et références ».
Pour les articles homonymes, voir Sid et Meier.
Sidney K. « Sid » Meier, né le 24 février 1954 à Sarnia, est un créateur de jeux vidéo canadien dont l'œuvre la plus célèbre est la franchise Civilization.
Ses talents de programmeur et de designer lui ont valu de recevoir le AIAS Hall of Fame de l'Academy of Interactive Arts and Sciences en 1999 et de recevoir en 2008 un Game Developers Choice Award pour l'ensemble de sa carrière. 
L’excellente réussite commerciale de presque tous les jeux qu’il a créés lui a valu d’être aujourd’hui considéré comme l’un des meilleurs concepteurs de jeux vidéo au monde.

## Biographie
Sid Meier a fondé MicroProse avec Bill Stealey en 1982. C’est au sein de cette société qu’il a développé les deux premiers volets de la série de jeux pour lesquels il est le plus connu : Civilization. En 1996, il quitte pourtant MicroProse et fonde Firaxis Games avec Jeff Briggs.
Il vit actuellement[Quand ?] avec sa femme et ses deux enfants à Hunt Valley, dans le Maryland.

## Ludographie
Liste des plus importants jeux créés par Sid Meier au cours des quatre dernières décennies :
- Solo Flight (1984).
- F-15 Strike Eagle (1985), l’un des premiers simulateurs de combat aérien.
- Silent Service (1985), un jeu de simulation de sous-marins se déroulant au cours de la Seconde Guerre mondiale.
- Sid Meier's Pirates! (1987).
- F-19 Stealth Fighter (1988).
- Sid Meier's Covert Action (1990).
- Sid Meier's Railroad Tycoon (1990), un jeu de simulation économique retraçant le développement des premières lignes de chemin de fer aux États-Unis et en Europe, alors que la compétition entre les différentes compagnies était très importante.
- Civilization (1991), le jeu de Meier qui a eu le plus de succès à ce jour. Il a connu plusieurs versions (voir ci-dessous) et s’est vendu à plus de 6 millions d'exemplaires.
- Colonization (1994).
- Civilization II (1996).
- Magic: The Gathering (1997), jeu vidéo multijoueur basé sur le jeu de cartes à collectionner Magic : L'Assemblée.
- Sid Meier's Gettysburg! (1997), wargame en temps réel (jeu de simulation de guerre) sur la guerre civile américaine.
- Alpha Centauri (1999), une nouvelle version de Civilization dans un monde futuriste et extraterrestre.
- Civilization III (2001).
- Sid Meier's SimGolf (2002), un projet commun avec les développeurs des Sims chez Maxis.
- Sid Meier's Pirates! (2004), un remake du célèbre jeu Sid Meier's Pirates! de 1987, avec de nouveaux graphismes et des éléments de jeux totalement nouveaux.
- Civilization IV (2005).
- Civilization IV: Warlords (2006), première extension de Civilization IV.
- Sid Meier's Railroads! (2006), une énième amélioration de Railroad Tycoon.
- Civilization IV: Beyond the Sword (2007), deuxième extension de Civilization IV.
- Civilization IV : Colonization (2008), remake de Colonization utilisant le moteur de Civilization IV — mais entièrement stand-alone.
- Civilization V (2010)
- Civilization V: Gods and Kings (2012), première extension de Civilization V.
- Civilization V: Brave New World (2013) , deuxième extension de Civilization V.
- Civilization: Beyond Earth (2014), la suite spirituelle de Alpha Centauri déclinée sur la licence Civilization.
- Sid Meier's Starships (2015), un jeu de stratégie dans l'espace. L'histoire se déroule après Civilization: Beyond Earth.
- Civilization VI (2016).
- Civilization VI: Rise and Fall (2018), première extension de Civilization VI.
- Civilization VI: Gathering Storm (2019), deuxième extension de Civilization VI.
- Civilization VII (2025).